# 蒙特鲁比亚诺
蒙特鲁比亚诺（義大利語：Monterubbiano），是意大利费尔莫省的一个市镇。总面积32.12平方公里，人口2424人，人口密度75.5人/平方公里（2009年）。ISTAT代码为044047。